# Naomi Watts
 Naomi Ellen Watts  (Shoreham, Kent, 28 de setembre de 1968) és una actriu britànica. És coneguda pels seus papers a Mulholland Drive, el remake de The Ring, i King Kong, així com per la seva nominació a l'Oscar per la pel·lícula 21 grams.

## Biografia

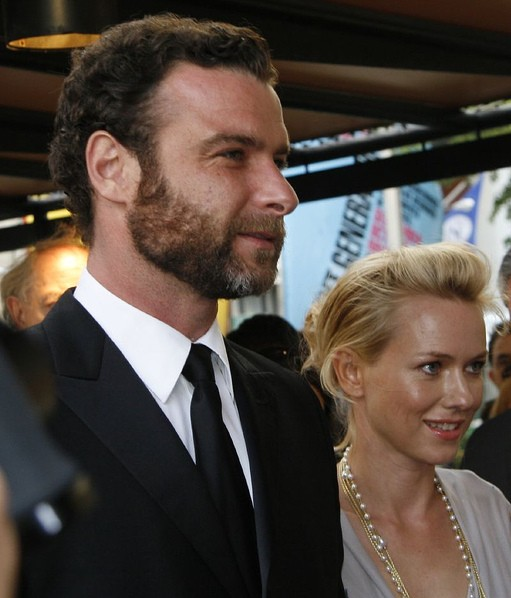
Watts amb el seu company, l'actor i director Liev Schreiber.

Watts va néixer a Shoreham, Kent, Anglaterra, filla de Patricia Watts, dissenyadora, i de Peter, un enginyer de so que treballava amb Pink Floyd. Watts té un germà, Ben Watts, un any més gran i fotògraf als Estats Units.
Els pares del Watts es van separar quan tenia quatre anys, i quan tenia set anys, el seu pare va morir. Després de la mort del seu pare, la seva mare va traslladar la família a Llanfawr Farm, a l'illa d'Anglesey al nord de Gal·les, on vivien els avis materns de Watts.
Els Watts descrivien la mare com una hippie "amb tendències agressives" i gens de diners. Encara que la seva mare ocasionalment movia la família pel País de Gal·les i Anglaterra, sempre acabava retornant a Llanfawr Farm. Watts va viure allà fins als 14 anys. La família va traslladar-se a Sydney, Austràlia el 1982. La seva àvia era australiana, la qual cosa feia que la Naomi i la seva família tinguessin dret a ciutadania australiana. De la seva nacionalitat, ha dit, "Em considero britànica i tinc records molt feliços del Regne Unit".
A Sydney, Watts va anar -entre d'altres- a l'Institut de Noies del Nord de Sydney, on va coincidir amb Nicole Kidman, amb qui té encara una estreta relació. El 1986 feu una pausa i se n'anà al Japó a treballar com a model, però l'experiència, que va durar quatre mesos, va ser infructuosa perquè Watts no tenia els requisits físics d'una model professional. Watts descriu això com un dels pitjors períodes de la seva vida. En retornar a Austràlia va treballar per a uns magatzems locals i després com a ajudant d'editor d'una revista de moda australiana. Una invitació informal per participar en un taller de teatre va revifar la seva passió per actuar, i així va deixar la seva feina per començar la seva carrera com a actriu.
La carrera de Watts va començar a la Televisió australiana, on apareixia en anuncis i en melodrames de televisió com "Home and Away" i "Brides of Crist". El 1995 fa el salt als Estats Units, amb la pel·lícula La noia del tanc. Trobar papers de qualitat a Hollywood li fou difícil; aparegué en la sèrie "Sleepwalkers" i en produccions de la sèrie B, amb pel·lícules com Els nens de les panotxes: La reunió. Gradualment, aconseguí millors papers.
El 2001, Watts va protagonitzar la pel·lícula de David Lynch Mulholland Drive; aquesta va tenir força èxit, i amb ella obtingué el premi a la Millor Actiu al Festival Internacional de Cinema de Canes de 2001. La seva següent pel·lícula va ser el semi-autobiogràfic Ellie Parker. El 2002, feia de protagonista en una de les pel·lícules més taquilleres d'aquell any, el remake de la pel·lícula de terror japonesa The Ring. L'any següent va fer de protagonista a la pel·lícula Ned Kelly. Per la seva actuació amb Sean Penn i Benicio del Toro a 21 grams, del director Alejandro González Iñárritu, va tenir la seva primera nominació a l'Oscar a la millor actriu. Va produir i protagonitzar la pel·lícula independent We Don't Live Here Anymore. Va treballar amb Sean Penn i Don Cheadle a L'assassinat de Richard Nixon, conjuntament amb Jude Law i Dustin Hoffman a la comèdia Estranyes coincidències de David O. Russell, i feia de protagonista a la seqüela de The ring 2. Després va protagonitzar King Kong (2005), en el paper que immortalitzà Fay Wray en la pel·lícula original de 1933. Aquesta versió de King Kong ha estat la seva pel·lícula comercialment més reeixida. La premsa l'ha etiquetat com la «reina del remake» perquè ha fet de protagonista en molts, i està en la llista per fer de protagonista del remake de la pel·lícula Els ocells d'Alfred Hitchcock (1963).
Watts va estar sortint amb Heath Ledger, després se la va relacionar amb el director Daniel Kirby i, des de la primavera de 2005, està amb l'actor Liev Schreiber, amb qui ha tingut un fill, Alexander Pete. Watts és amiga íntima de Benicio del Toro, amb qui coprotagonitzà 21 grams. Després de filmar El vel pintat, es va convertir al budisme, afirmant "tinc alguna creença, però no sóc una budista estricta encara".

## Filmografia
| Any  | Pel·lícula                          | Paper                     | Notes |
| ---- | ----------------------------------- | ------------------------- | --- |
| 1986 | For Love Alone                      | Xicota de Leo             | |
| 1991 | La primera experiència              | Janet Odgers              | |
| 1993 | The Custodian                       | Louise                    | |
| 1993 | L'ample mar dels Sargassos          | Fanny Grey                | |
| 1993 | Matinée                             | Shopping Cart Starlet     | |
| 1995 | La noia del tanc                    | Jet Girl                  | |
| 1996 | Persons Unknown                     | Molly                     | |
| 1996 | Els nens de les panotxes: La reunió | Grace Rhodes              | |
| 1997 | Ballant sota la llum del far        | Louise                    | |
| 1998 | Babe: Pig in the City               |                           | Veus addicionals |
| 1998 | Dangerous Beauty                    | Guila De Lezze            | |
| 1999 | Strange Planet                      | Alice                     | |
| 2001 | Mulholland Drive                    | Betty Elms / Diane Selwyn | |
| 2001 | Down                                | Jennifer Evans            | |
| 2002 | The Ring                            | Rachel Keller             | |
| 2002 | Rabbits                             | Suzie Rabbit              | |
| 2002 | Plots with a View                   | Meredith Mainwaring       | |
| 2003 | 21 grams                            | Cristina Peck             | Nominació − Oscar a la millor actriu Nominació − BAFTA a la millor actriu                                                     |
| 2003 | Le Divorce                          | Roxeanne de Persand       | |
| 2003 | Ned Kelly                           | Julia Cook                | |
| 2004 | Estranyes coincidències             | Dawn Campbell             | |
| 2004 | L'assassinat de Richard Nixon       | Marie Andersen Bicke      | |
| 2004 | We Don't Live Here Anymore          | Edith Evans               | |
| 2005 | King Kong                           | Ann Darrow                | |
| 2005 | Els gossos adormits menteixen       | Lila Culpepper            | |
| 2005 | The ring 2                          | Rachel Keller             | |
| 2005 | Ellie Parker                        | Ellie Parker              | |
| 2006 | El vel pintat                       | Kitty Fane                | |
| 2006 | Inland Empire                       | Suzie Rabbit              | Veu |
| 2007 | Promeses de l'est                   | Anna Khitrova             | |
| 2007 | Funny Games                         | Ann Farber                | |
| 2009 | The International                   | Eleanor Whitman           | |
| 2009 | Mares i filles                      | Elizabeth Joyce           | |
| 2010 | Caça a l'espia                      | Valerie Plame Wilson      | |
| 2010 | Coneixeràs l'home dels teus somnis  | Sally Channing            | |
| 2011 | Dream House                         | Ann Patterson             | |
| 2011 | J. Edgar                            | Helen Gandy               | |
| 2012 | The Impossible                      | Maria Bennett             | Nominació − Oscar a la millor actriu Nominació − Globus d'Or a la millor actriu dramàtica Nominació − Goya a la millor actriu |
| 2013 | Sunlight Jr.                        | Melissa                   | |
| 2013 | Movie 43                            | Samantha                  | Segment: "Homeschooled" |
| 2013 | Dues mares perfectes                | Lil                       | |
| 2013 | Diana                               | Diana de Gal·les          | |
| 2013 | The Last Impresario                 | Ella mateixa              | Documental Productora associada                                                                                               |
| 2014 | Birdman                             | Lesley Truman             | |
| 2014 | St. Vincent                         | Daka Paramova             | |
| 2014 | Mentre siguem joves                 | Cornelia Schrebnick       | |
| 2015 | The Divergent Series: Insurgent     | Evelyn Johnson-Eaton      | |
| 2015 | The Sea of Trees                    | Joan Brennan              | |
| 2015 | Demolition                          | Karen Moreno              | |
| 2015 | Three Generations                   | Maggie                    | |
| 2016 | The Divergent Series: Allegiant     | Evelyn Johnson-Eaton      | |
| 2016 | Chuck                               | Linda Wepner              | |
| 2016 | Shut In                             | Mary Portman              | |
| 2017 | The Book of Henry                   | Susan Carpenter           | |
| 2017 | The Glass Castle                    | Rose Mary Walls           | |
| 2022 | Infinite Storm                      | Pam Bales                 | |